# 보국안민대장군
보국안민대장군(한자: 保國安民大將軍, 국어자: Bảo quốc An dân Đại tướng quân)은 1821년(명명 2년)에 제작된 3개의 베트남 캐넌의 이름이다. 2013년에는 베트남의 국보로 지정되었다.

## 같이 보기
- 응우옌 왕조의 군대
- 구위신앙